# Itaituba miniacea
Itaituba miniacea är en skalbaggsart som först beskrevs av Bates 1866.  Itaituba miniacea ingår i släktet Itaituba och familjen långhorningar. Inga underarter finns listade i Catalogue of Life.